# نیدررباخ
نیدررباخ (به آلمانی: Niedererbach) یک شهر در آلمان است که در وستروالدکرایس واقع شده‌است. نیدررباخ ۹۸۵ نفر جمعیت دارد.